# Amlexanox
Amlexanox (tên thương mại Aphthasol) là một chất điều hòa miễn dịch chống viêm được sử dụng để điều trị loét miệng tái phát (loét canker) và (ở Nhật Bản) một số tình trạng viêm. Thuốc này đã bị ngưng sử dụng ở Mỹ 

## Sử dụng trong y tế
Amlexanox là thành phần hoạt chất trong điều trị tại chỗ phổ biến đối với loét miệng tái phát (loét miệng), làm giảm cả thời gian lành vết thương  và đau. Amlexanox 5% dán được dung nạp tốt, và thường được áp dụng bốn lần mỗi ngày trực tiếp trên các vết loét. Một đánh giá năm 2011 cho thấy nó là phương pháp điều trị hiệu quả nhất trong tám phương pháp điều trị cho các vết loét tái phát. Nó cũng được sử dụng để điều trị loét liên quan đến bệnh Behçet.
Tại Nhật Bản, nó được sử dụng để điều trị hen phế quản, viêm mũi dị ứng và viêm kết mạc.

## Cơ chế hoạt động
Thuốc là một chất chống viêm, điều hòa miễn dịch  chống dị ứng .
Cơ chế hoạt động của nó không được xác định rõ, nhưng nó có thể ức chế viêm bằng cách ức chế giải phóng histamine và leukotrien. Nó đã được chứng minh là ức chế chọn lọc TBK1 và IKK-ε, tạo ra sự giảm cân thuận nghịch và cải thiện độ nhạy insulin, giảm viêm và giảm gan nhiễm mỡ mà không ảnh hưởng đến lượng thức ăn ở chuột béo phì. Nó tạo ra một sự giảm đáng kể về mặt thống kê của glycated hemoglobin và fructosamine ở bệnh nhân béo phì mắc bệnh tiểu đường loại 2 và bệnh gan nhiễm mỡ không do rượu 

## Hóa học
Hóa chất này là một loại bột không mùi, màu trắng đến vàng trắng.
Chuẩn bị 5% cho bệnh nhân sử dụng là một miếng dán màu be tuân thủ, và nó cũng có sẵn ở một số quốc gia dưới dạng viên thuốc dính vào vết loét trong miệng.

## Dược động học
Amlexanox áp dụng cho loét aphthous được hấp thu phần lớn qua đường tiêu hóa; một lượng không đáng kể đi vào máu qua vết loét. Sau liều 100 mg, nồng độ trung bình tối đa trong huyết thanh xảy ra 2,4 +/- 0,9 giờ sau khi sử dụng, với thời gian bán hủy (qua nước tiểu) là 3,5 +/- 1,1 giờ. Với nhiều ứng dụng hàng ngày (bốn liều mỗi ngày), nồng độ huyết thanh trạng thái ổn định xảy ra sau một tuần, không có sự tích lũy xảy ra sau bốn tuần.

## Lịch sử
Bằng sáng chế cho việc sử dụng nó để điều trị loét aphthous đã được cấp vào tháng 11 năm 1994 cho các nhà phát minh Kakubhai R. Vora, Atul Khandwala và Charles G. Smith, và được giao cho Chemex Cosmetics, Inc.

## Nghiên cứu
Một đánh giá cho thấy, Tính đến  tháng 7 năm 2011, các nghiên cứu mạnh mẽ điều tra hiệu quả của nó cùng với các phương pháp điều trị đau nhức khác vẫn cần thiết.
Bởi vì nó là chất ức chế protein kinase TBK1 và IKK-ε, có liên quan đến nguyên nhân của bệnh tiểu đường loại II và béo phì, amlexanox có thể là một ứng cử viên cho thử nghiệm lâm sàng ở người liên quan đến các bệnh này.

## Tổng hợp

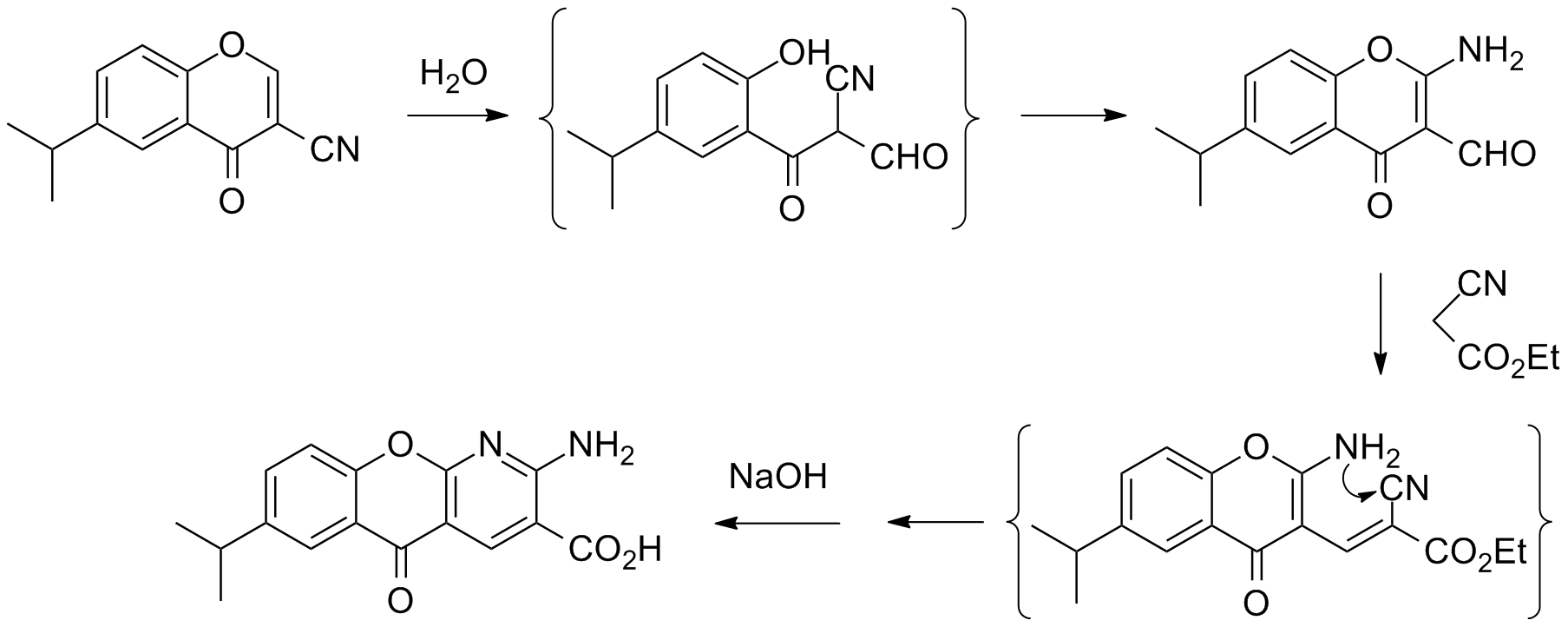
Tổng hợp amlexanox: